# Dolejší drahy
Dolejší drahy je přírodní památka v okrese Klatovy přibližně kilometr v jihozápadním směru od obce Nehodiv nedaleko silnice na obec Štipoklasy v Planické vrchovině. Důvodem ochrany jsou opuštěné pastviny se vzácnou květenou, které rostou na vlhké podmáčené louce, kde se nachází množství pramenných vývěrů. Tyto podmínky přispívají ke vzniku mokřadních společenstev.